# Synothele ooldea
Synothele ooldea är en spindelart som beskrevs av Raven 1994. Synothele ooldea ingår i släktet Synothele och familjen Barychelidae.
Artens utbredningsområde är Sydaustralien. Inga underarter finns listade.